# Eskadre
Eskadre (ital./französisch: Geschwader), eine unter einem Flaggoffizier stehende Anzahl Kriegsschiffe, die entweder eine Unternehmung alleine auszuführen haben, oder einen selbständigen Teil einer größeren Flotte bilden. Eine geringere Abteilung im festen Verband der Flottille heißt Division.